# Gouessant
Pour l’article homonyme, voir Le Gouessant.
Le Gouessant est un fleuve côtier des Côtes-d'Armor, dans la région Bretagne se jetant dans la Manche au niveau de la baie de Saint-Brieuc.
Étymologie : Le nom Gouessant provient d'une forme ancienne en vieux-breton (Ve – XIe siècle) guoaeth, en moyen-breton goaz (XIe – XVIIe siècle) et aujourd'hui gwazh, signifiant 'cours d'eau'. A rapprocher du moyen-gallois "gwyth" (canal), du gallois moderne "gwaeth", où du cornique gweth", ayant le même sens. Le Gouët, le Gouedic et bien d'autres cours d'eau en Bretagne ont un nom de la même origine.
Quant à la seconde partie du nom Gouessant, il est à rapprocher du celtique breton continental ''San'' signifiant lit de rivière au fond d'un vallon, ou conduit ; terme que l'on retrouve dans de nombreux hydronymes dans toute l'Europe (Sanock-Sian-dans toute l'Europe (Senne, Sanock-San-Saan,...) et même dans certains noms de famille comme celui de Sangnier, selon la revue Études celtiques éditions LBL, 1985 p. 337.    

## Géographie
La longueur de son cours d'eau est de 40,9 km.
Il naît à 316 mètres d'altitude près de Collinée. Le cours prend la direction nord de sa source à Lamballe, puis la direction nord-ouest. Le Gouessant devient une ria à partir des Ponts-Neufs. Il se jette dans la baie de Morieux. 
Entre Hillion et Morieux il est franchi par le viaduc des Ponts-Neufs.

## Affluents
- Le Gast (rive droite) grossi du Val rejoint le Gouessant à Noyal.
- La Truite (rive gauche ) le rejoint à Andel.
- L'Évron (rive gauche) provient de Moncontour et forme l'aber avec le Gouessant.
- Le Chifrouët (rive droite) rejoint le Gouessant à Lamballe.

## Galerie

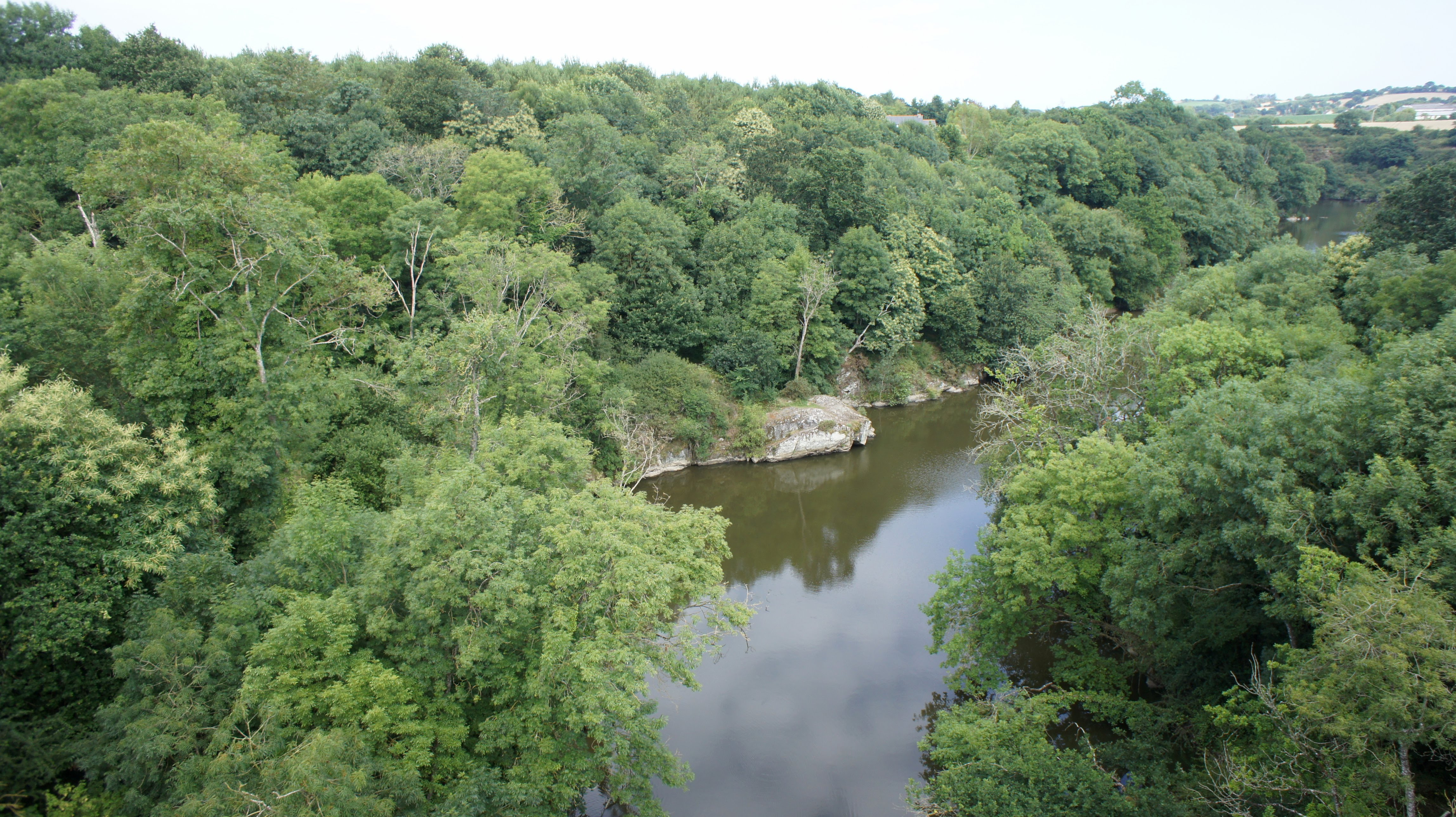
Le fleuve Gouessant depuis le viaduc des Ponts-Neufs.
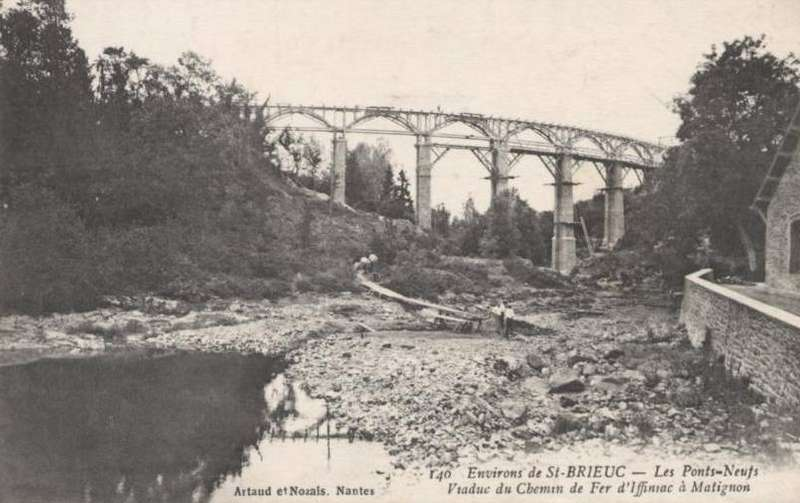
Construction du viaduc des Ponts-Neufs.
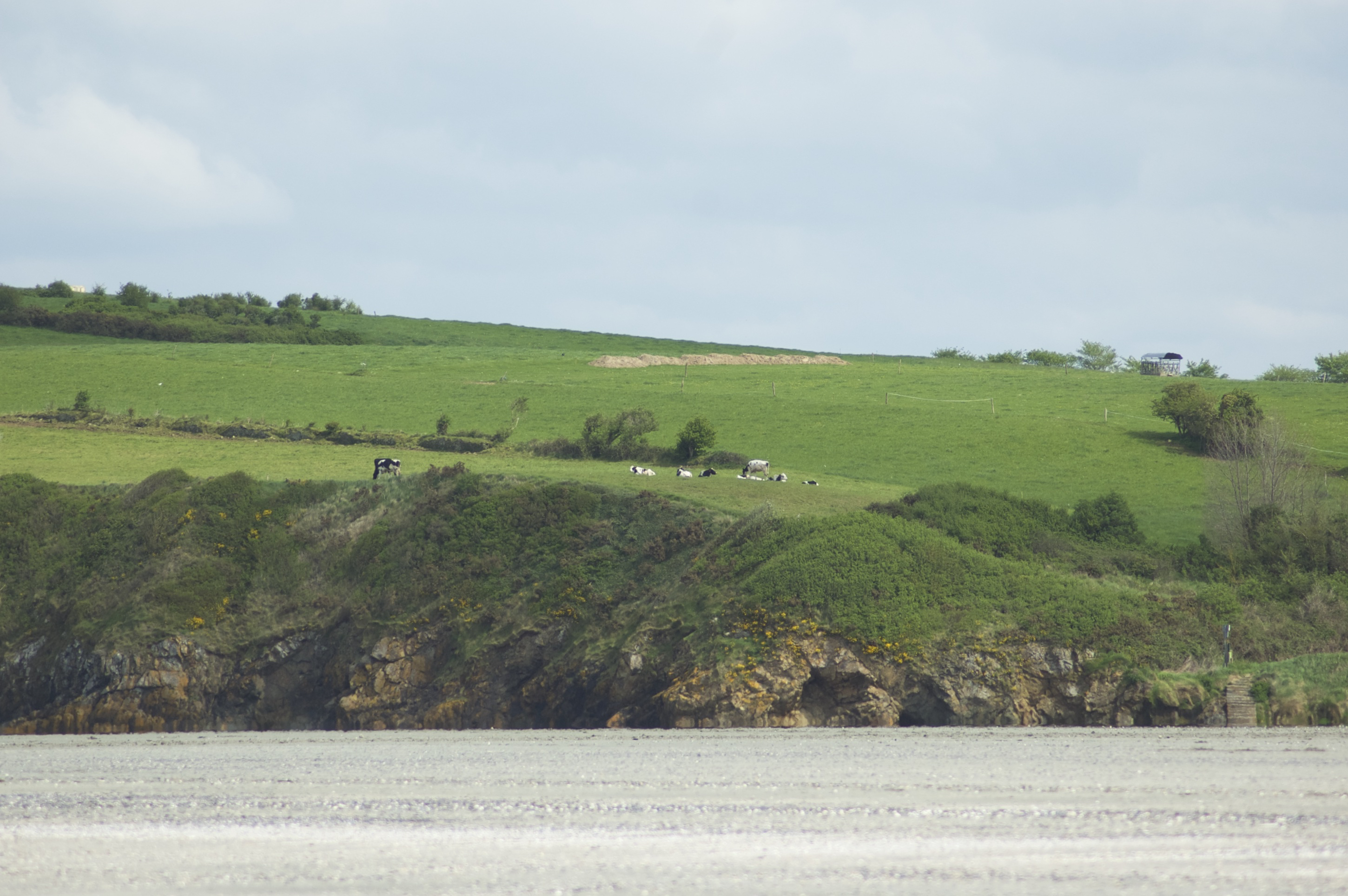
Le Gouessant sous la falaise
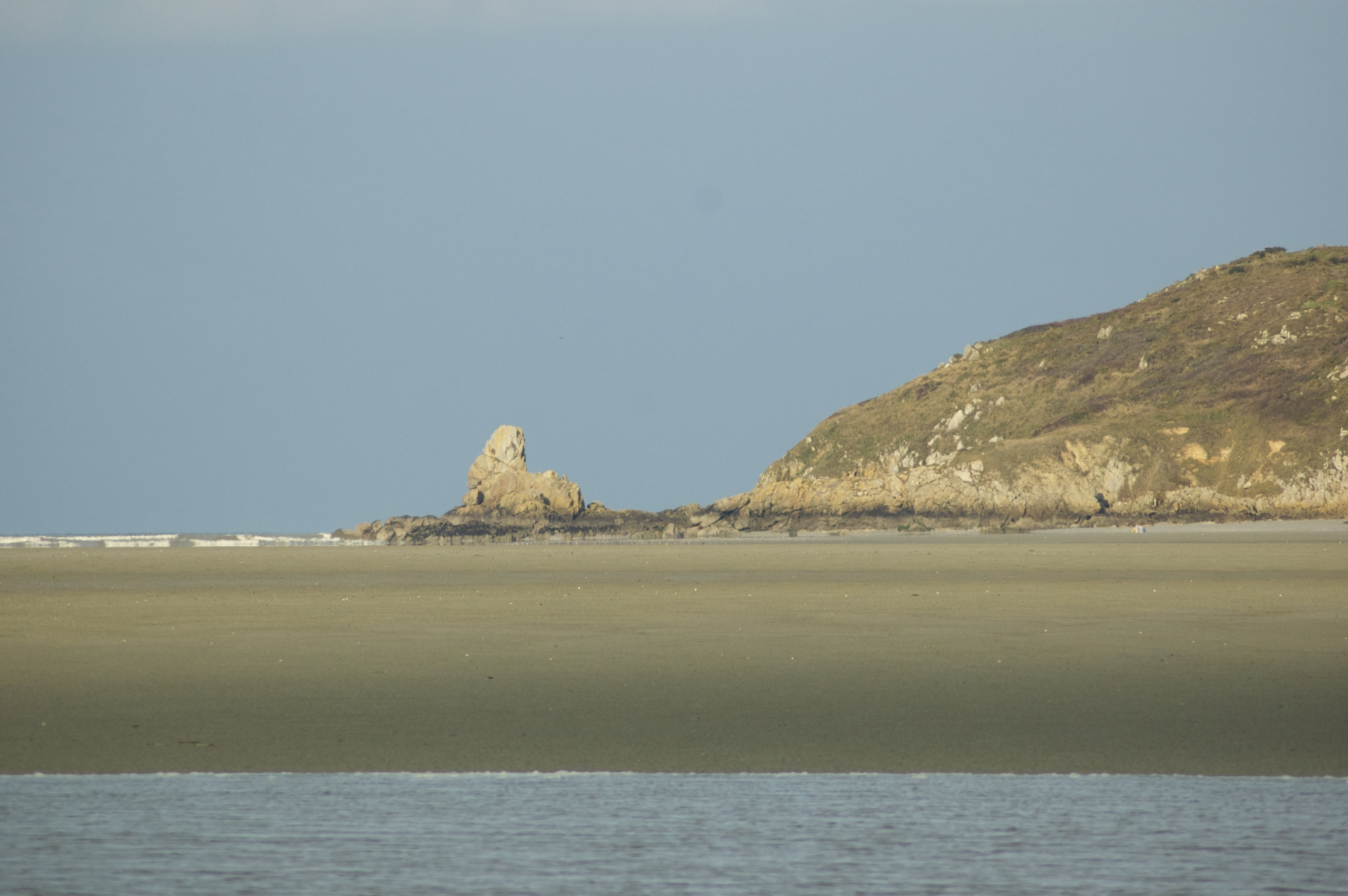
Anse de Morieux

## Villes traversées
- Saint-Glen
- Saint-Trimoel
- Lamballe
- Hillion

## Algues vertes
La Baie de Morieux est considérée dans la décennie 2010 comme le site le plus pollué de Bretagne par les algues vertes en raison des apports en nitrates du Gouessant : la surface couverte par les algues vertes y a été en moyenne de 125 ha par an entre 2012 et 2019, soit l'équivalent d'environ 150 terrains de football.
36 sangliers sont retrouvés morts entre les 24 et 29 juillet 2011, dans l'estuaire du Gouessant à Hillion. Les analyses sur les cadavres et dans l'environnement immédiat mènent à la publication de deux rapports officiels, l'un par l'INERIS, l'autre par l'ANSES, qui évaluent trois hypothèses pouvant expliquer la mort par intoxication : les pesticides, les cyanobactéries qui prolifèrent dans les eaux stagnantes, l'hydrogène sulfuré produit par les algues vertes en décomposition. Les rapports concluent que les deux dernières hypothèses sont compatibles avec les résultats des analyses. Dans un premier temps, le rapport de l'INERIS privilégie, sans certitude, la piste de l'hydrogène sulfuré,, mais en 2012 des analyses complémentaires demandées par l'ANSES établissent la présence certaine de cyanobactéries sur tous les cadavres et dans le fleuve, ce qui en fait la cause privilégiée de la mort,.
C'est dans ce même estuaire qu'un joggeur est retrouvé mort en 2016. La mort est suspectée d'être le résultat d'une intoxication liée à la décomposition des algues vertes. En avril 2017, l'enquête préliminaire est classée sans suite, les causes du décès n'ayant pas pu être déterminées par l'autopsie. En 2022, le tribunal administratif de Rennes rejette la requête de la famille du joggeur, estimant qu'aucun lien n'a pu être établi entre la mort et la présence d'hydrogène sulfuré.